# Joseph Gaveau
Joseph Gaveau, född 1819, död 1903, var en fransk pianobyggare.
Han grundade 1847 i Paris en pianofabrik, som 1893 övertogs av sonen Étienne Gaveau (1872–1943), och vid dennes död av sönerna André och Marcel. Till huvudkontoret i Paris var ansluten konsertlokalen Salle Gaveau. Fabriken flyttades 1896 till Fontenay-sous-Bois. Fabriken hade 1949 tillverkat över 100 000 instrument.